# Constantin Sorescu
Constantin Sorescu (n. 23 iulie 1953) este un fost deputat român în legislatura 1990-1992, ales în municipiul București pe listele partidului FSN. Constantin Sorescu a fost membru în grupurile parlamentare de prietenie cu Republica Italiană și Republica Populară Chineză.